# Repêchage d'expansion de la LNH 1967
Ne pas confondre avec le repêchage amateur de la LNH 1967.
1970
Le repêchage d'expansion de la LNH de 1967 est un repêchage spécial de la Ligue nationale de hockey, le premier de ce genre. Il se déroule à l'hôtel Le Reine Élizabeth de Montréal, au Canada, le 6 juin 1967.
Cette année-là, la LNH passe de six équipes à douze équipes avec l'adjonction des franchises suivantes :
- North Stars du Minnesota,
- Kings de Los Angeles,
- Seals d'Oakland,
- Flyers de Philadelphie,
- Penguins de Pittsburgh,
- Blues de Saint-Louis.

## Contexte du repêchage
Le repêchage fut un grand bouleversement dans l'histoire de la Ligue nationale de hockey. Pendant un long moment après la Grande Dépression et la Seconde Guerre mondiale, les dirigeants de la LNH refusèrent obstinément l'addition de nouvelles équipes à la ligue qui ne comptait que six équipes, dites les six équipes originales de la LNH.
Cependant, au milieu des années 1960, la peur des autres ligues sportives majeures qui solidifiaient leur présence dans l'Ouest et le désir d'obtenir un nouveau contrat de télédiffusion des matchs similaire à ceux obtenus par la Major League Baseball et la National Football League, vinrent à bout de la résistance acharnée des dirigeants vis-à-vis des groupes d'investisseurs qui leur soumettaient des propositions de franchises.
Aussi décidèrent-ils que la ligue doublerait de taille pour la saison 1967-1968, passant de 6 à 12 équipes, avec la possibilité de continuer d'ajouter des équipes dans le futur. C'est ainsi que les North Stars du Minnesota, les Kings de Los Angeles, les Seals d'Oakland, les Flyers de Philadelphie, les Penguins de Pittsburgh et les Blues de Saint-Louis firent leur entrée dans la ligue, amenant un vent de fraîcheur au sein d'une LNH qui n'est plus jamais la même. Pendant des années, les fans voyaient les mêmes maillots rouges, noirs et bleus s'affronter et du jour au lendemain, apparaissait du violet, du vert, de l'orange ou du bleu ciel.
Certes, l'expansion en choqua plus d'un. Les Canadiens furent irrités de voir qu'aucune nouvelle équipe canadienne ne faisait son entrée dans la ligue (même si Vancouver avait déposé une offre). La cause principale était que ni les Maple Leafs de Toronto ni les Canadiens de Montréal ne voulaient partager leurs revenus de télévision de la CBC. Les puristes craignaient que cette expansion ne dilue le talent dans la ligue et ne fasse baisser la qualité du jeu d'un cran - ils étaient pour la plupart de toute façon très attachés à cette ligue à six équipes et ne voulaient pas que son format ne change. Même ceux favorables à l'expansion s'inquiétaient à l'idée que la ligue double sa taille d'un coup, plutôt que de croître graduellement (comme au baseball par exemple).
Le coût d'une nouvelle franchise était de 2 000 000 $US, une somme colossale pour l'époque. Chaque joueur choisi au cours du repêchage intra-ligue précédant le début des activités de la nouvelle LNH coûtait 50 000 $ et la plupart des équipes n'avaient aucune chance d'être compétitives dans un futur immédiat. L'avantage de la nouvelle ligue, cependant, était que toutes les nouvelles concessions se retrouvaient au sein de la même Division Ouest, spécialement créée pour l'occasion (alors que les six vieilles équipes étaient dans la Division Est). On garantissait ainsi que des équipes d'expansion participeraient aux séries éliminatoires et que l'une d'elles se rendrait en finale de la Coupe Stanley, ce qui attirait de nouveaux spectateurs et rendait les choses un peu plus encourageantes pour les nouveaux clubs. Ces derniers, en plus de débourser des sommes faramineuses pour avoir de nouveaux joueurs, récoltaient soit des joueurs dont les six franchises originales ne voulaient plus soit des jeunes joueurs.
Les Blues de Saint-Louis, menés par les légendaires Glenn Hall, Jacques Plante et Scotty Bowman, eurent initialement le plus de succès chez les nouvelles équipes, et furent la première équipe d'expansion à atteindre la finale de la Coupe Stanley. Ils réussirent en fait l'exploit trois ans de suite, étant cependant balayés chaque fois en finale. Il faudra attendre 1974 et les Flyers de Philadelphie avant qu'un club issu de l'expansion ne brandisse la prestigieuse Coupe Stanley.
1967 fut donc la fin d'une ère pour la LNH et le début d'une autre. D'autres expansions suivirent (1970, 1972, 1974 par exemple). Ces expansions, le contrat de Bobby Orr, l'arrivée de l'Association mondiale de hockey, toutes ces choses changèrent de façon radicale et irréversible le visage de la ligue. C'était le début d'une Ligue nationale plus ouverte sur le monde.
Le repêchage d'expansion eut lieu le 6 juin 1967. Les Kings furent les premiers à choisir. 

## Listes des joueurs repêchés

### Choix des Kings de Los Angeles
| Rang | Joueur           | Position | Repêché de             |
| ---- | ---------------- | -------- | ---------------------- |
| 1    | Terry Sawchuk    | G        | Maple Leafs de Toronto |
| 2    | Wayne Ruthledge  | G        | Rangers de New York    |
| 3    | Gord Labossiere  | C        | Canadiens de Montréal  |
| 4    | Bob Wall         | D        | Red Wings de Détroit   |
| 5    | Eddy Joyal       | C        | Maple Leafs de Toronto |
| 6    | Réal Lemieux     | A        | Red Wings de Détroit   |
| 7    | Poul Popiel      | D        | Bruins de Boston       |
| 8    | Terry Gray       | AD       | Red Wings de Détroit   |
| 9    | Bryan Campbell   | C        | Rangers de New York    |
| 10   | Ted Irvine       | AG       | Bruins de Boston       |
| 11   | Howard Hughes    | AD       | Canadiens de Montréal  |
| 12   | Bill Inglis      | C        | Canadiens de Montréal  |
| 13   | Doug Robinson    | AG       | Rangers de New York    |
| 14   | Mike Corrigan    | AG       | Maple Leafs de Toronto |
| 15   | Jacques Lemieux  | AG       | Canadiens de Montréal  |
| 16   | Lowell MacDonald | AG       | Maple Leafs de Toronto |
| 17   | Ken Block        | D        | Rangers de New York    |
| 18   | Bill Flett       | AD       | Maple Leafs de Toronto |
| 19   | Brent Hughes     | D        | Red Wings de Détroit   |
| 20   | Marc Dufour      | AD       | Rangers de New York    |

### Choix des North Stars du Minnesota
| Rang | Joueur            | Position | Repêché de             |
| ---- | ----------------- | -------- | ---------------------- |
| 1    | Cesare Maniago    | G        | Rangers de New York    |
| 2    | Gary Bauman       | G        | Canadiens de Montréal  |
| 3    | Dave Balon        | AG       | Canadiens de Montréal  |
| 4    | Ray Cullen        | C        | Red Wings de Détroit   |
| 5    | Bob Woytowich     | D        | Bruins de Boston       |
| 6    | Jean-Guy Talbot   | D        | Canadiens de Montréal  |
| 7    | Wayne Connelly    | AD       | Bruins de Boston       |
| 8    | Ted Taylor        | AG       | Red Wings de Détroit   |
| 9    | Pete Goegan       | D        | Red Wings de Détroit   |
| 10   | Len Lunde         | C        | Black Hawks de Chicago |
| 11   | Bill Goldsworthy  | AD       | Bruins de Boston       |
| 12   | André Pronovost   | AG       | Red Wings de Détroit   |
| 13   | Elmer Vasko       | D        | Black Hawks de Chicago |
| 14   | Murray Hall       | A        | Black Hawks de Chicago |
| 15   | Bryan Watson      | D/A      | Red Wings de Détroit   |
| 16   | Bill Collins      | C        | Rangers de New York    |
| 17   | Sandy Fitzpatrick | C        | Rangers de New York    |
| 18   | Parker MacDonald  | C        | Red Wings de Détroit   |
| 19   | Billy Taylor      | C        | Black Hawks de Chicago |
| 20   | Dave Richardson   | AG       | Black Hawks de Chicago |

### Choix des Seals d'Oakland
| Rang | Joueur           | Position | Repêché de             |
| ---- | ---------------- | -------- | ---------------------- |
| 1    | Charlie Hodge    | G        | Canadiens de Montréal  |
| 2    | Gary Smith       | G        | Maple Leafs de Toronto |
| 3    | Bob Baun         | D        | Bruins de Boston       |
| 4    | Kent Douglas     | D        | Maple Leafs de Toronto |
| 5    | Bill Hicke       | AD       | Rangers de New York    |
| 6    | Billy Harris     | A        | Red Wings de Détroit   |
| 7    | Larry Cahan      | D        | Rangers de New York    |
| 8    | Wally Boyer      | A        | Black Hawks de Chicago |
| 9    | Joe Szura        | A        | Canadiens de Montréal  |
| 10   | Bob Lemieux      | D        | Canadiens de Montréal  |
| 11   | Jean-Paul Parisé | AG       | Bruins de Boston       |
| 12   | Ron Harris       | D/A      | Bruins de Boston       |
| 13   | Terry Clancy     | A        | Maple Leafs de Toronto |
| 14   | Tracy Pratt      | D        | Black Hawks de Chicago |
| 15   | Aut Erickson     | D        | Maple Leafs de Toronto |
| 16   | Ron Boehm        | A        | Rangers de New York    |
| 17   | Alain Caron      | A        | Black Hawks de Chicago |
| 18   | Mike Laughton    | A        | Maple Leafs de Toronto |
| 19   | Bryan Hextall    | A        | Rangers de New York    |
| 20   | Gary Kilpatrick  | D        | Black Hawks de Chicago |

### Choix des Flyers de Philadelphie
| Rang | Joueur            | Position | Repêché de             |
| ---- | ----------------- | -------- | ---------------------- |
| 1    | Bernard Parent    | G        | Bruins de Boston       |
| 2    | Doug Favell       | G        | Bruins de Boston       |
| 3    | Ed Van Impe       | D        | Black Hawks de Chicago |
| 4    | John Miszuk       | D        | Black Hawks de Chicago |
| 5    | Joe Watson        | D        | Bruins de Boston       |
| 6    | Dick Cherry       | D        | Bruins de Boston       |
| 7    | Jean Gauthier     | D        | Canadiens de Montréal  |
| 8    | Terry Ball        | D        | Rangers de New York    |
| 9    | Brit Selby        | A        | Maple Leafs de Toronto |
| 10   | Lou Angotti       | AD       | Black Hawks de Chicago |
| 11   | Léon Rochefort    | A        | Canadiens de Montréal  |
| 12   | Don Blackburn     | A        | Maple Leafs de Toronto |
| 13   | Gary Dornhoefer   | A        | Bruins de Boston       |
| 14   | Forbes Kennedy    | A        | Bruins de Boston       |
| 15   | Pat Hannigan      | AG       | Black Hawks de Chicago |
| 16   | Dwight Carruthers | A        | Red Wings de Détroit   |
| 17   | Bob Courcy        | A        | Canadiens de Montréal  |
| 18   | Keith Wright      | AG       | Bruins de Boston       |
| 19   | Garry Peters      | C        | Canadiens de Montréal  |
| 20   | Jim Johnson       | C        | Rangers de New York    |

### Choix des Penguins de Pittsburgh
| Rang | Joueur          | Position | Repêché de             |
| ---- | --------------- | -------- | ---------------------- |
| 1    | Joe Daley       | G        | Red Wings de Détroit   |
| 2    | Roy Edwards     | G        | Black Hawks de Chicago |
| 3    | Earl Ingarfield | C        | Rangers de New York    |
| 4    | Al MacNeil      | D        | Rangers de New York    |
| 5    | Larry Jeffrey   | AG       | Maple Leafs de Toronto |
| 6    | Ab McDonald     | AG       | Red Wings de Détroit   |
| 7    | Leo Boivin      |          | Red Wings de Détroit   |
| 8    | Noel Price      | D        | Canadiens de Montréal  |
| 9    | Keith McCreary  | AD       | Canadiens de Montréal  |
| 10   | Ken Schinkel    | AD       | Rangers de New York    |
| 11   | Bob Dillabough  | C        | Bruins de Boston       |
| 12   | Art Stratton    | C        | Black Hawks de Chicago |
| 13   | Val Fonteynev   | AG       | Red Wings de Détroit   |
| 14   | Jeannot Gilbert | C        | Bruins de Boston       |
| 15   | Tom McCarthy    | AG       | Canadiens de Montréal  |
| 16   | Billy Dea       | AG       | Black Hawks de Chicago |
| 17   | Bob Rivard      | C        | Canadiens de Montréal  |
| 18   | Mel Pearson     | AG       | Black Hawks de Chicago |
| 19   | Andy Bathgate   | AD       | Rangers de New York    |
| 20   | Les Hunt        | D        | Rangers de New York    |

### Choix des Blues de Saint-Louis
| Rang | Joueur           | Position | Repêché de             |
| ---- | ---------------- | -------- | ---------------------- |
| 1    | Glenn Hall       | G        | Black Hawks de Chicago |
| 2    | Don Caley        | G        | Red Wings de Détroit   |
| 3    | Jimmy Roberts    | D/A      | Canadiens de Montréal  |
| 4    | Noel Picard      | D        | Canadiens de Montréal  |
| 5    | Al Arbour        | D        | Maple Leafs de Toronto |
| 6    | Rod Seiling      | D        | Rangers de New York    |
| 7    | Ron Schock       | C        | Bruins de Boston       |
| 8    | Terry Crisp      | C        | Bruins de Boston       |
| 9    | Don McKenney     | C        | Red Wings de Détroit   |
| 10   | Wayne Rivers     | AD       | Bruins de Boston       |
| 11   | Bill Hay         | C        | Black Hawks de Chicago |
| 12   | Darryl Edestrand | D        | Maple Leafs de Toronto |
| 13   | Norm Beaudin     | AD       | Red Wings de Détroit   |
| 14   | Larry Keenan     | AG       | Maple Leafs de Toronto |
| 15   | Ron Stewart      | C        | Bruins de Boston       |
| 16   | Fred Hucul       | D        | Maple Leafs de Toronto |
| 17   | John Brenneman   | AG       | Maple Leafs de Toronto |
| 18   | Gerry Melnyk     | C        | Black Hawks de Chicago |
| 19   | Gary Venerruzzo  | AG       | Maple Leafs de Toronto |
| 20   | Max Mestinsek    | AD       | Rangers de New York    |